# Garnisonssjukhuset i Skövde
Garnisonssjukhuset i Skövde var ett militärsjukhus inom svenska armén som verkade i olika former åren 1908–1955. Sjukhuset var beläget i stadsdelen Trängen i Skövde garnison, Skövde.

## Historik
Garnisonssjukhuset i Skövde tillkom 1908 genom att sjukvården samordnades vid Göta trängkår och Livregementets husarer. Då var Garnisonssjukhuset lokaliserat till vad som utgör del av Södra Trängallén 3. År 1944 ersattes det av ett nytt sjukhus på Ekedalsgatan. Det nya sjukhuset var ett gemensamt projekt mellan försvaret och landstinget, där landstinget förfogade över 60 vårdplatser och en förlossningsavdelning. Garnisonssjukhuset avvecklades den 31 december 1955, dock kom sjukhuset från den 1 januari 1956 att drivas vidare i Skaraborgs läns landstings regi. I april 1973 lades även den civila verksamheten ned, då sjukhuset ersattes av det då nybyggda Kärnsjukhuset i Skövde.

## Förläggningar och övningsplatser
Det ursprungliga garnisonssjukhuset låg i direkt anslutning till trångkårens kasernetablissement på Trängen i Skövde, i fastigheten Fältskären på Södra Trängallén 3. Från 1944 flyttades sjukhuset till en nyuppförd fastighet vid Ekedalsgatan 14. Från 1973 utgörs byggnaderna av Ekedals äldreboende. 

## Chefsläkare
- 1908–1935: ???
- 1935–1955: John Hugo Waldemar Bergstrand [5][6]

## Namn, beteckning och förläggningsort
| Militärsjukhuset i Skövde   | 1923-??-?? | – | 1936-12-31 |
| Garnisonssjukhuset i Skövde | 1937-01-01 | – | 1955-12-31 |

| GSSkö | 1937-01-01 | – | 1955-12-31 |

| Skövde garnison (F) | 1923-??-?? | – | 1955-12-31 |

## Galleri

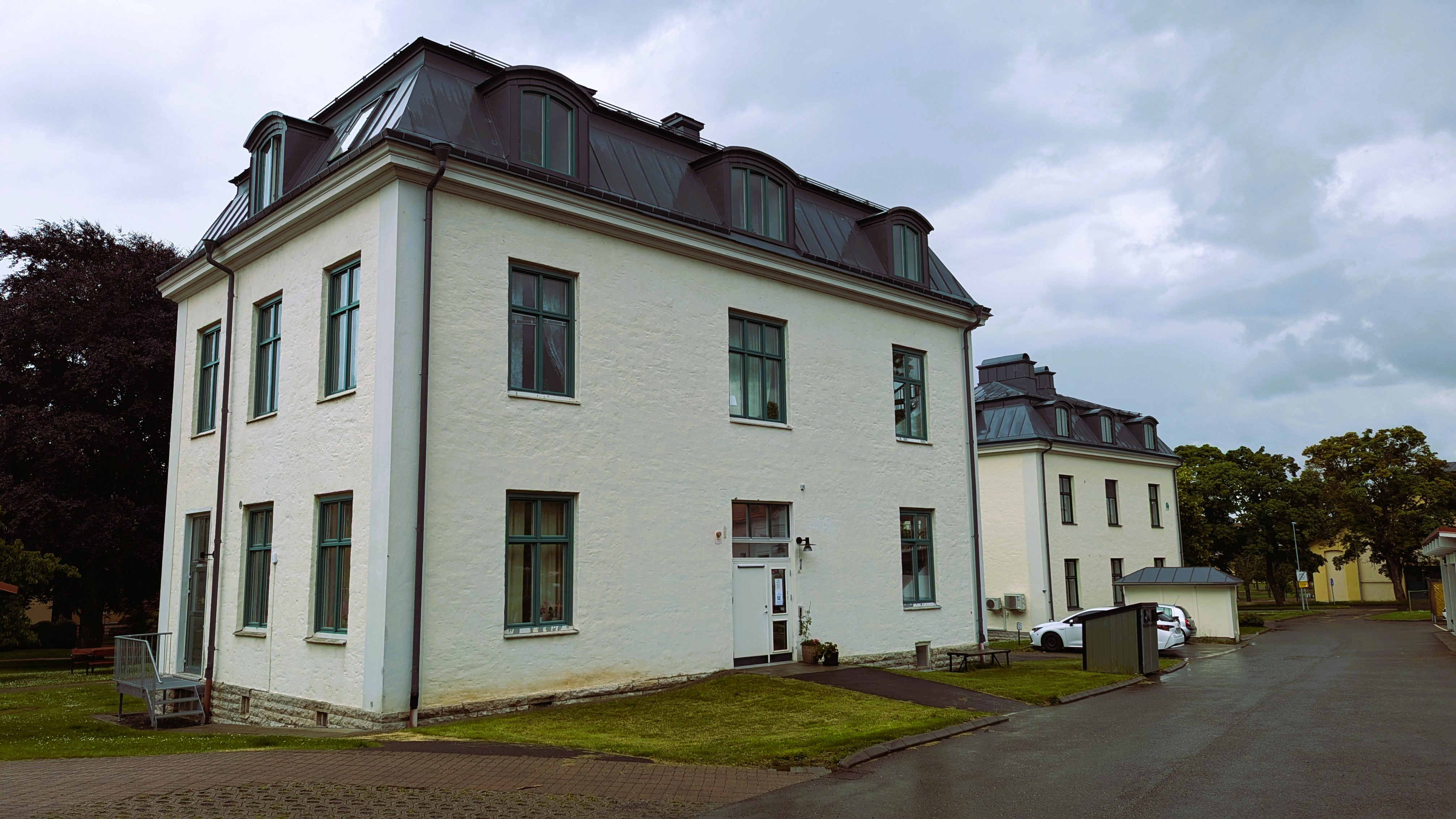
Garnisonssjukhuset i Skövde på Södra Trängallén (2024).
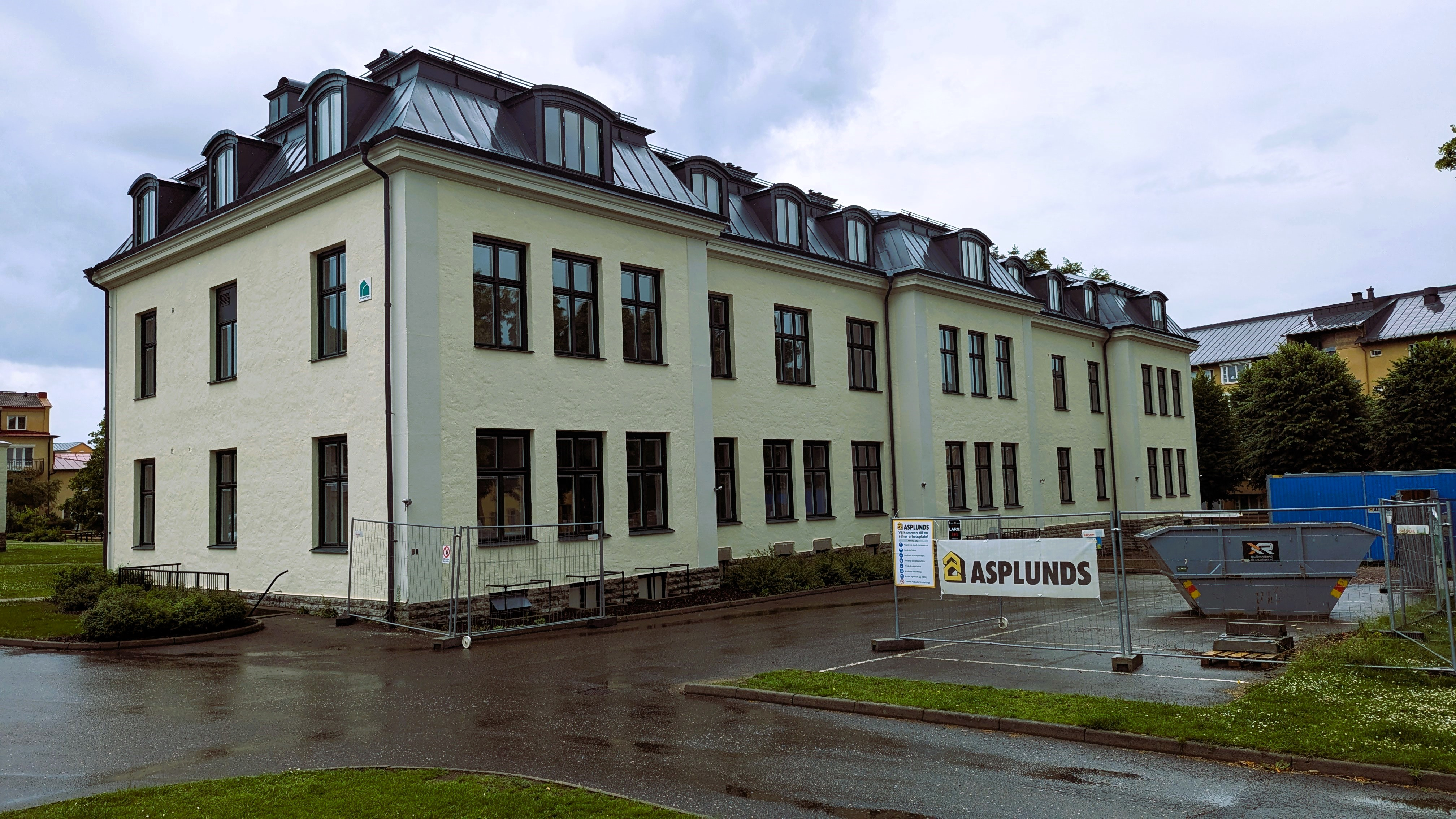
Garnisonssjukhuset i Skövde på Södra Trängallén (2024).
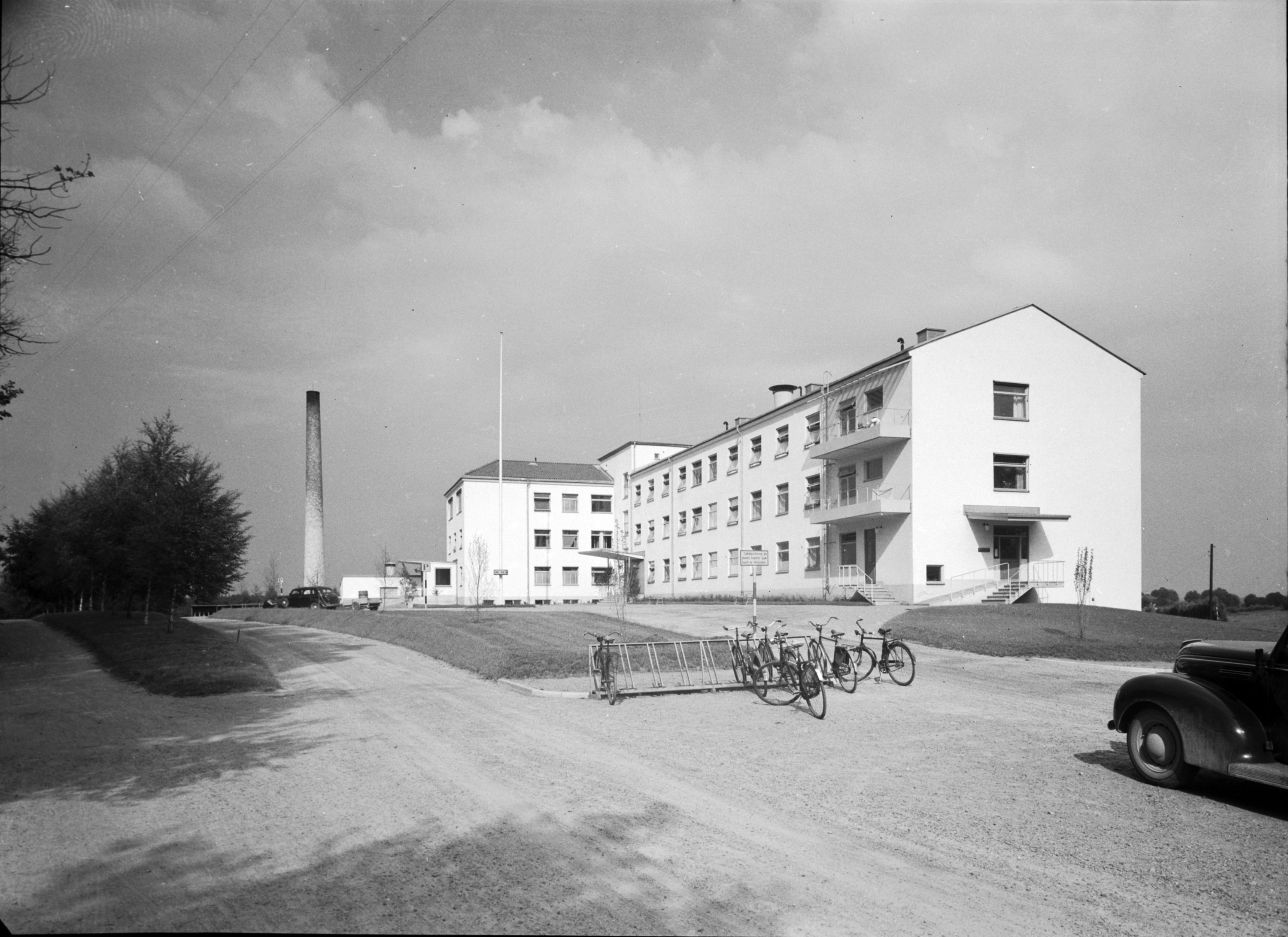
Garnisonssjukhuset i Skövde på Ekedalsgatan (1947?).
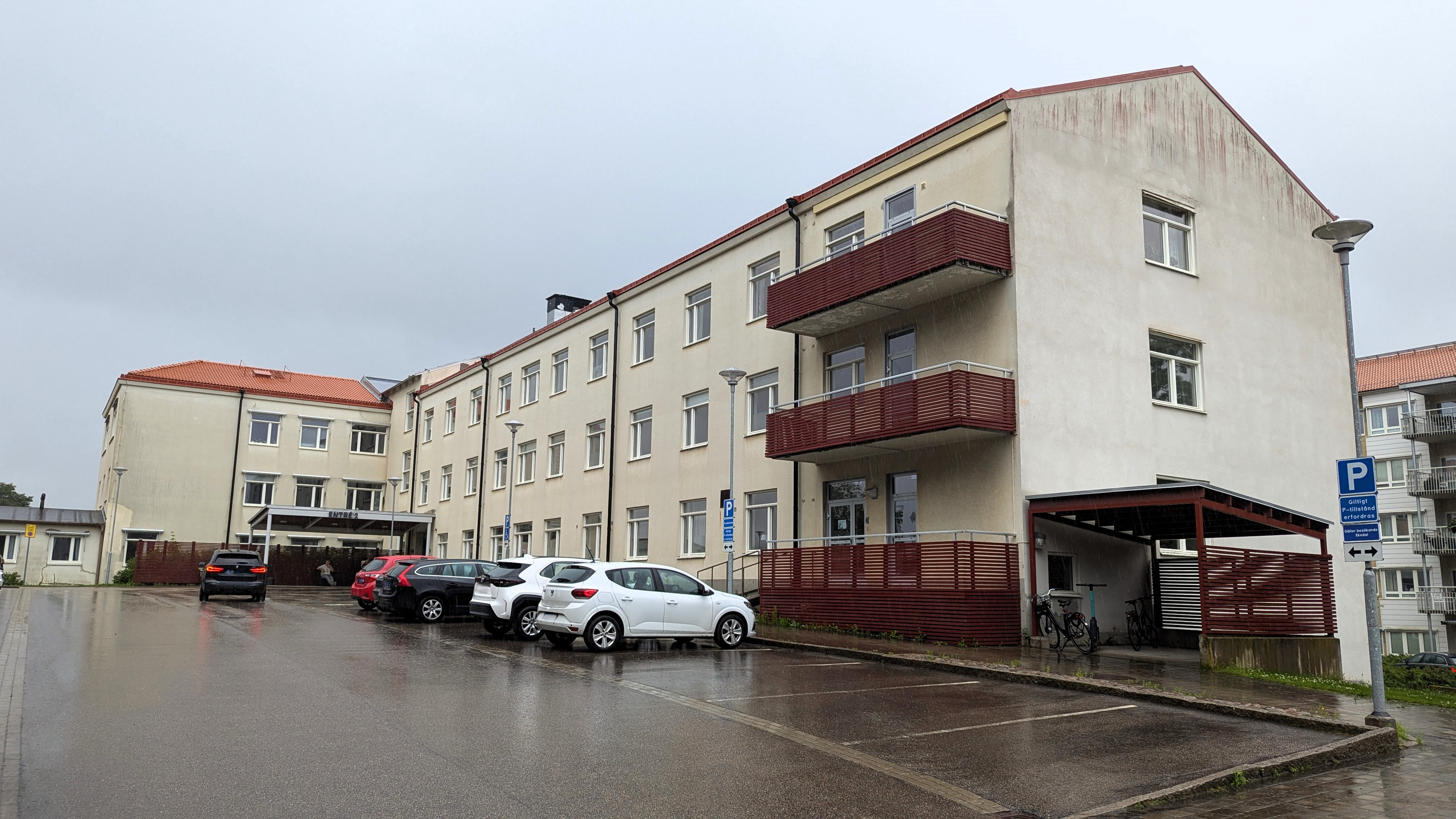
Garnisonssjukhuset i Skövde på Ekedalsgatan (2024).